# Residencia de montaña de Chengde
La residencia de montaña de Chengde, en la República Popular China, contiene el mayor jardín imperial del mundo. En diciembre de 1994 la Unesco la incluyó en la lista de lugares que forman parte del Patrimonio de la Humanidad.
Su construcción se realizó durante 89 años, entre 1703 y 1792. Ocupa un área total de 5,6 km², casi la mitad de toda el área urbana de Chengde. Es un vasto complejo de palacios y de edificios administrativos y ceremoniales, que incluyen templos realizados en estilos arquitectónicos diversos, así como jardines imperiales. Además, la residencia de montaña es un vestigio histórico sobre el final de la sociedad feudal en China.
Los emperadores Kangxi, Qianlong y Jiaqing pasaban largos meses en esta residencia para poder escapar del calor del verano de Pekín. La zona del palacio así como la parte más al sur tienen un diseño que recuerda al de la Ciudad Prohibida. Consta de dos partes: una corte en la parte delantera, donde el emperador recibía a los funcionarios de alto rango, los nobles, a los miembros de las minorías étnicas y a los enviados del extranjero; y una zona de habitaciones en la parte de atrás donde residía la familia imperial.

## Lugares de interés
La residencia de montaña es especialmente famoso por los 72 lugares de interés que fueron bautizados por los emperadores Kangxi y Qianlong. La mayoría de estos lugares, que se encuentran alrededor del lago, son reproducciones de otros elementos que se encuentran en jardines de la zona sur de China. Por ejemplo, el edificio principal de la isla del loto verde, la torre de la niebla y de la lluvia, es una copia de la torre del lago Nanhu de Jiaxing, en la provincia de Zhejiang.